# Ag2r La Mondiale/Saison 2009

Das Trikot von Ag2r La Mondiale, Saison 2009

Dieser Artikel listet Erfolge und Mannschaft des Teams Ag2r La Mondiale in der Saison 2009 auf.

## Saison 2009

### Erfolge in der UCI Europe Tour
In der Saison 2009 gelangen dem Team folgende Erfolge in der Tour.
| Datum       | Rennen                                | Kat. | Fahrer            |
| ----------- | ------------------------------------- | ---- | ----------------- |
| 21. Februar | 7. Etappe Kalifornien-Rundfahrt       | 2.HC | Rinaldo Nocentini |
| 18. Juni    | 1. Etappe Route du Sud                | 2.1  | Nicolas Rousseau  |
| 20. Juni    | 3. Etappe Route du Sud                | 2.1  | Christophe Riblon |
| 28. Juni    | Irische Meisterschaft – Straßenrennen | NC   | Nicolas Roche     |
| 11. August  | 3a. Etappe Tour de l’Ain              | 2.1  | Ludovic Turpin    |

### Abgänge-Zugänge
| Zugänge             | Team 2008        | Abgänge             | Team 2009                 |
| ------------------- | ---------------- | ------------------- | ------------------------- |
| Sébastien Hinault   | Crédit Agricole  | Sylvain Calzati     | Agritubel                 |
| Nicolas Roche       | Crédit Agricole  | Philippe Deignan    | Cervélo TestTeam          |
| Alexander Jefimkin  | Quick Step       | Aljaksandr Ussau    | Cofidis                   |
| Guillaume Bonnafond | Neoprofi         | Stijn Vandenbergh   | Katjuscha                 |
| Blel Kadri          | Neoprofi         | Laurent Mangel      | Besson Chaussures-Sojasun |
| Gatis Smukulis      | Neoprofi         | Christophe Edaleine | Karriereende              |
| Aurélien Clerc      | Bouygues Télécom | Jean-Patrick Nazon  | Karriereende              |

### Mannschaft
| Name                | Geburtstag         | Nationalität |              |
| ------------------- | ------------------ | ------------ | ------------ |
| José Luis Arrieta   | 15. Juni 1971      | Spanien      |              |
| Guillaume Bonnafond | 23. Juni 1987      | Frankreich   |              |
| Aurélien Clerc      | 6. August 1979     | Schweiz      |              |
| Cyril Dessel        | 29. November 1974  | Frankreich   |              |
| Renaud Dion         | 6. Januar 1978     | Frankreich   |              |
| Hubert Dupont       | 13. November 1980  | Frankreich   |              |
| Martin Elmiger      | 23. September 1978 | Schweiz      |              |
| John Gadret         | 22. April 1979     | Frankreich   |              |
| Stéphane Goubert    | 13. März 1970      | Frankreich   |              |
| Sébastien Hinault   | 11. Februar 1974   | Frankreich   |              |
| Wladimir Jefimkin   | 2. Dezember 1981   | Russland     |              |
| Alexander Jefimkin  | 2. Dezember 1981   | Russland     |              |
| Blel Kadri          | 3. September 1986  | Frankreich   |              |
| Tanel Kangert       | 11. März 1987      | Estland      |              |
| Jurij Kriwzow       | 7. Februar 1979    | Ukraine      |              |
| Julien Loubet       | 11. Januar 1985    | Frankreich   |              |
| René Mandri         | 20. Januar 1984    | Estland      |              |
| Lloyd Mondory       | 26. April 1982     | Frankreich   |              |
| Rinaldo Nocentini   | 25. September 1977 | Italien      |              |
| Cédric Pineau       | 8. Mai 1985        | Frankreich   |              |
| Aleksandr Pliuşkin  | 13. Januar 1987    | Moldau       |              |
| Stéphane Poulhies   | 26. Juni 1985      | Frankreich   |              |
| Christophe Riblon   | 17. Januar 1981    | Frankreich   |              |
| Nicolas Roche       | 3. Juli 1984       | Irland       |              |
| Nicolas Rousseau    | 16. März 1983      | Frankreich   |              |
| Jean-Charles Sénac  | 23. Mai 1985       | Frankreich   |              |
| Gatis Smukulis      | 15. April 1987     | Lettland     |              |
| Blaise Sonnery      | 21. März 1985      | Frankreich   |              |
| Ludovic Turpin      | 22. März 1975      | Frankreich   |              |
| Tadej Valjavec      | 13. April 1977     | Slowenien    |              |
| Stagiaires          | Stagiaires         | Nationalität | Nationalität |
| Loïc Desriac        | Loïc Desriac       | Frankreich   |              |
| Ben Gastauer        | Ben Gastauer       | Luxemburg    |              |